# Taiari / Chalky Inlet

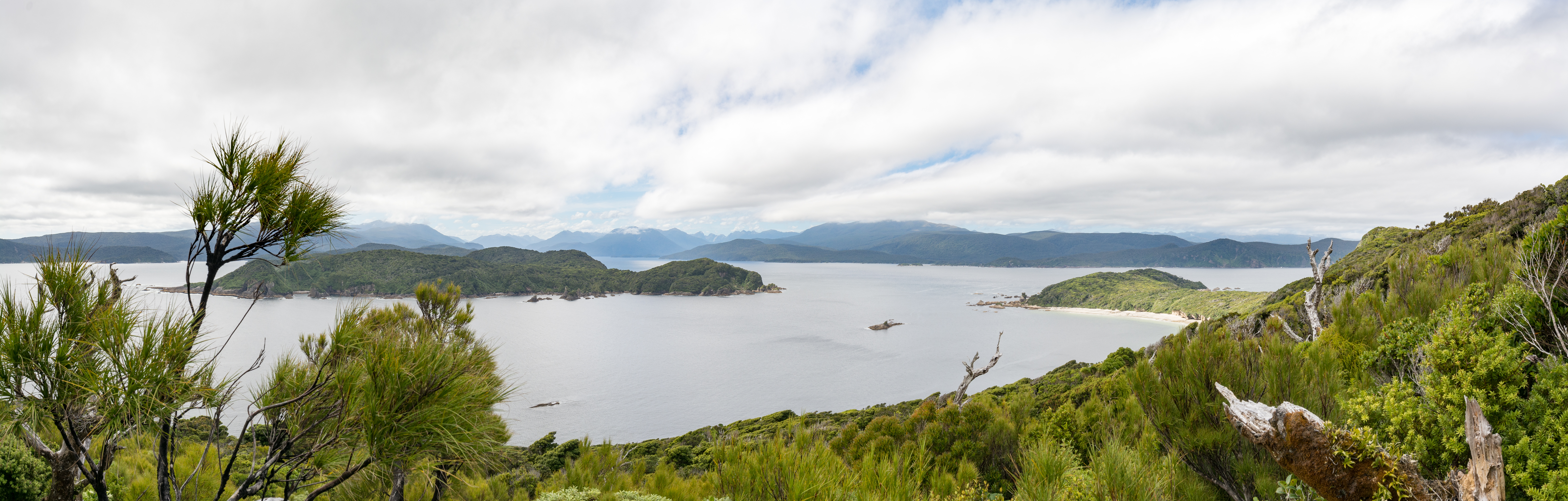
Taiari/Chalky Inlet

Das Taiari/Chalky Inlet ist ein Gewässer im Süden von Fiordland und der Südinsel von Neuseeland.

## Geographie
Das als Inlet bezeichnete Gewässer stellt die nördliche Fortsetzung der Eastern Passage dar, die sich an der Südwestküste der Südinsel zwischen den östlich verlaufenden Bergen und den westlich liegenden Insel Chalky Island und den Passage Islands nach Norden in das Landesinnere hineinzieht. Die nördliche und östliche Fortsetzung von Taiari/Chalky Inlet bildet der nach Norden abgehende Moana-whenua-pōuri / Edwardson Sound und der nach Osten abzweigende Te Korowhakaunu / Kanáris Sound. Das Inlet besitzt eine ungefähre Länge von 6 km und erstreckt sich an der breitesten Stelle über rund 3,2 km.
Die einzigen Inseln, Great Island und Little Island, befinden sich nicht direkt in dem Gewässer, sondern begrenzen es an seiner Westseite.